# العلاقات الرومانية السورينامية
العلاقات الرومانية السورينامية هي العلاقات الثنائية التي تجمع بين رومانيا وسورينام.

## مقارنة بين البلدين
هذه مقارنة عامة ومرجعية للدولتين:
| وجه المقارنة                                              | رومانيا                                                                               | سورينام                        |
| --------------------------------------------------------- | ------------------------------------------------------------------------------------- | ------------------------------ |
| المساحة (كم2)                                             | 238.40 ألف                                                                            | 163.27 ألف                     |
| عدد السكان (نسمة)                                         | 19.59 مليون                                                                           | 563.40 ألف                     |
| الكثافة السكانية (ن./كم²)                                 | 82.17                                                                                 | 3.45                           |
| العاصمة                                                   | بوخارست                                                                               | باراماريبو                     |
| اللغة الرسمية                                             | اللغة الرومانية                                                                       | اللغة الهولندية                |
| العملة                                                    | ليو روماني                                                                            | دولار سورينامي، غيلدر سورينامي |
| الناتج المحلي الإجمالي (بليون دولار)                      | 211.80 مليار                                                                          | 3.32 مليار                     |
| الناتج المحلي الإجمالي (تعادل القوة الشرائية) بليون دولار | 465.56 مليار                                                                          | 9.07 مليار                     |
| الناتج المحلي الإجمالي الاسمي للفرد دولار أمريكي          | 9.47 ألف                                                                              | 9.48 ألف                       |
| الناتج المحلي الإجمالي للفرد دولار أمريكي                 | 23.63 ألف                                                                             | 16.64 ألف                      |
| مؤشر التنمية البشرية                                      | 0.793                                                                                 | 0.714                          |
| رمز المكالمات الدولي                                      | +40                                                                                   | +597                           |
| رمز الإنترنت                                              | .ro                                                                                   | .sr                            |
| المنطقة الزمنية                                           | ت ع م+02:00، ت ع م+03:00، أوروبا/بوخارست ‏، توقيت شرق أوروبا، توقيت شرق أوروبا الصيفي ‏ | 00                             |

## منظمات دولية مشتركة
يشترك البلدان في عضوية مجموعة من المنظمات الدولية، منها:
| علم المنظمة | اسم المنظمة                        | تاريخ انضمام رومانيا | تاريخ انضمام سورينام |
| ----------- | ---------------------------------- | -------------------- | -------------------- |
|             | المنظمة الهيدروغرافية الدولية      | ?                    | ?                    |
|             | يونسكو                             | 27 يوليو 1956        | 16 يوليو 1976        |
|             | مؤسسة التمويل الدولية              | 23 سبتمبر 1990       | 1 سبتمبر 2011        |
|             | منظمة حظر الأسلحة الكيميائية       | ?                    | ?                    |
|             | الأمم المتحدة                      | 14 ديسمبر 1955       | 4 ديسمبر 1975        |
|             | الاتحاد الدولي للاتصالات           | 9 فبراير 1866        | 15 يوليو 1976        |
|             | منظمة الشرطة الجنائية الدولية      | ?                    | ?                    |
|             | البنك الدولي للإنشاء والتعمير      | 15 ديسمبر 1972       | 27 يونيو 1978        |
|             | الاتحاد البريدي العالمي            | ?                    | ?                    |
|             | وكالة ضمان الاستثمار متعدد الأطراف | 10 سبتمبر 1992       | 2 يوليو 2003         |
|             | منظمة التجارة العالمية             | 1995                 | ?                    |

## وصلات خارجية
- موقع وزارة الخارجية الرومانية
- موقع وزارة الخارجية السورينامية